# Estádio José Ferreira de Almeida
O Estádio Municipal Doutor José Ferreira de Almeida é um estádio de futebol localizado na cidade de Palmas, no estado do Paraná e tem capacidade para 1.000 pessoas.